# Iwao Takamoto
Iwao Takamoto (* 19. April 1925 in Los Angeles; † 8. Januar 2007 ebenda) war ein US-amerikanischer Trickfilmzeichner und Schöpfer der populären Trickfilmfigur Scooby-Doo (eine Dogge).

## Leben
Takamoto hat über 60 Jahre an Zeichentrickfilmen mitgewirkt. Hier sind insbesondere „Peter Pan“ und „Die Flintstones“ zu nennen.
Er starb am 8. Januar 2007 im Alter von 81 Jahren in einem Krankenhaus in Los Angeles.